# 観龍寺 (倉敷市)

観龍寺

観龍寺（かんりゅうじ）は、岡山県倉敷市阿知にある真言宗御室派の寺院である。山号は宝寿山。寺格は別格本山。

## 由緒
寛和元年（985年）尭勢津師により現在の倉敷市西岡に慈照院（西安寺）の塔頭として開創。当時は北斗山宝積院と称していた。
室町時代に鶴形山の麓、現在の駐車場の場所に移転し、寛永元年（1624年）現在の地に再移転し、同年に宝寿山観龍寺と改称された。江戸時代中期の1740年代に2度にわたり伽藍が焼失、本堂は寛延2年（1749年）に再建以降時代に整備し現在に至る。
同じ鶴形山の妙見宮（現在の阿智神社）は室町時代末期に倉敷村の鎮守として現在の観龍寺の場所に祀られ、文禄3年（1594年）に現在地に移転した。寛永元年（1624年）に観龍寺が妙見宮別当となったが、明治2年（1869年）神仏分離令により妙見宮は分離され、阿智神社に改称している。

### 幕末
慶応2年（1866年）、江戸幕府崩壊前、幕府直轄領だった倉敷は長州藩の配下にあった第二奇兵隊の脱走兵約100人が攻め入り、現在の倉敷アイビースクエアにあった倉敷代官所を襲撃したあと観龍寺に陣を張った。脱走兵は兵糧と軍資金を調達し翌朝には出て行ったが、左手鴨居門には槍の傷跡が現在も残っている。

## 伽藍
江戸時代に2度伽藍を焼失するも、その都度復興し、現在、本堂・大師堂・山門・客殿・庫裏・位牌堂・淡島堂・妙見堂などを有する。再建された本堂の屋根瓦は古い物で約250年前のものとされ、三つ巴やリンドウ、キクなどの紋が刻まれている。鐘楼は昭和時代末に再建され、瓦は様々な紋様が使用された。この鐘楼からは倉敷美観地区が一望できる。

## 所在地
- 岡山県倉敷市阿知2丁目25－22

## 交通アクセス
- 山陽本線「倉敷駅」から徒歩10分